# فيلهلم ماير فورستر

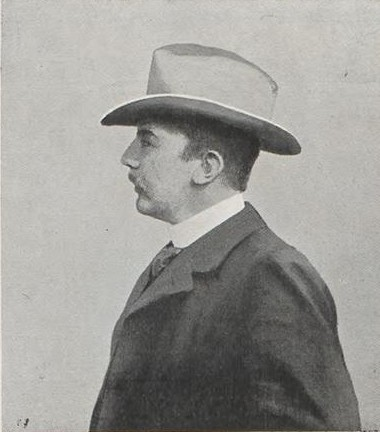
فيلهلم ماير فورستر

فيلهلم ماير فورستر (12 يونيو 1862 ، هانوفر - 17 مارس 1934 ، هيرينغسدورف ) روائيًا وكاتبًا مسرحيًا ألمانيًا.

## سيرة شخصية
هو نجل بائع كتب الماني قرر درس القانون أولاً ثم دراسة تاريخ الفنون. قرر فيما بعد التوجه للكتابة والعمل الادبي. من 1890 إلى 1898 ، عاش في باريس ثم في برلين. في سن ال 23 كتب روايته الأولى. كما كتب العديد من المسرحيات. وصل إلى ذروة شعبيته في بداية القرن العشرين.
أشهر أعماله مسرحية Alt Heidelberg ( هايدلبرغ القديمة ) تم اقتباس مسرحية عدة مرات في افلام مثل وكأوبريت سيغموند رومبرج و الأمير الطالب.

## اعمالة
- 1885 موت ساكسو ساكسونين (رواية)
- 1897 موت فخرت أم دي إردي (رواية)
- 1898 Alltagsleute (رواية)
- 1901 هايدنستام (رواية)
- 1901 هايدلبرغ القديمة (مسرحية)
- 1903 Elschen auf der Universität
- 1923 Durchlaucht v. Gleichenberg (رواية)

1. 1 2  مذكور في: ملف استنادي متكامل. الوصول: 24 أبريل 2014. لغة العمل أو لغة الاسم: الألمانية. المُؤَلِّف: مكتبة ألمانيا الوطنية.
2. 1 2  مذكور في: قاعدة بيانات برودواي على الإنترنت. معرف شخص في قاعدة بيانات برودواي على الإنترنت: 9067. باسم: Wilhelm Meyer-Foerster. الوصول: 9 أكتوبر 2017. لغة العمل أو لغة الاسم: الإنجليزية.
3. 1 2  مذكور في: filmportal.de. مُعرِّف موقع "بوابة الأفلام"(Filmportal): 8419a623dd5b46bca4a85499d2505af1. باسم: Wilhelm Meyer-Förster. الوصول: 9 أكتوبر 2017.
4. ↑  مذكور في: ملف استنادي متكامل. الوصول: 11 ديسمبر 2014. لغة العمل أو لغة الاسم: الألمانية. المُؤَلِّف: مكتبة ألمانيا الوطنية.
5. ↑  مذكور في: ليبريس. مُعرِّف مسار دليل المكتبة الوطنية السويدية ليبريس (Libris-URI): 31fjq7pm120jfz5. تاريخ النشر: 26 مارس 2018. الوصول: 24 أغسطس 2018. الناشر: المكتبة الوطنية السويدية.
6. ↑  مذكور في: قاعدة بيانات الضبط الوطنية التشيكية. مُعرِّف الضَّبط الاستناديِّ في قاعدة البيانات الوطنية التشيكية (NLCR AUT): xx0249441. الوصول: 1 مارس 2022.
7. ↑  مذكور في: ملف استنادي متكامل. الوصول: 23 يونيو 2015. لغة العمل أو لغة الاسم: الألمانية. المُؤَلِّف: مكتبة ألمانيا الوطنية.
8. ↑  مذكور في: قاعدة بيانات الضبط الوطنية التشيكية. مُعرِّف الضَّبط الاستناديِّ في قاعدة البيانات الوطنية التشيكية (NLCR AUT): xx0249441. الوصول: 19 ديسمبر 2022.
9. 1 2  مذكور في: قاعدة بيانات الضبط الوطنية التشيكية. مُعرِّف الضَّبط الاستناديِّ في قاعدة البيانات الوطنية التشيكية (NLCR AUT): xx0249441. الوصول: 7 نوفمبر 2022.